# الدراما اللغوية المغربية
الدراما اللغوية المغربية هي دراسة لسانية للكاتب المغربي فؤاد العروي، صدرت سنة 2011 عن دار النشر المغربية الفنك Le Fennec. يدرس الكتاب اشكاليات الواقع اللغوي المغربي ومدى تأثير الازدواجية اللغوية على التعليم والانتاجين العلمي والفكري. تمثل المسألة اللغوية، حسب نظر الكاتب، أهم تحد بالنسبة للمغرب المعاصر وذات أولوية على القضايا الاقتصادية والاجتماعية. ينتقد الكتاب اللغة العربية ويعتبرها معرقلة للإنتاج العلمي والأدبي ويقترح، كحل للاشكال اللغوي، اعتماد اللهجة المغربية كلغة وطنية وتدوينها بحروف لاتينية.

تعالج الدراسة كذلك تأثير الازدواجية اللغوية على ظهور الأدب المغربي المكتوب بالفرنسية.
فاللغة حسب العروي، هي خزان التراث المشترك بين متكلمي هذه اللغة،ووسيلة للاستمرارية(مع الماضي ومع الحاضر ،ص 50 ) لهذا السبب، لا يمكن المغامرة بالتخلي عنها واستبدالها،.كما أنها من أجل أن تحيا وتستمر وتملك القدرة على التفاعل المتكافئ والقدرة الندية على المستوى الكوني، لا بد أن يتم تطويعها وتيسيرها كي تنقل المعرفة الجديدة و تكون أداة للعالم

## فصول الكتاب

### لغات المغرب
يستعرض هذا الفصل الخصائص اللسانية والتاريخية لعناصر الفضاء اللغوي المغربي كاللغة العربية واللهجة المغربية والأمازيغية والفرنسية والأسبانية.

### 1. التمهيد
يتناول فيه العروي موضوع اللغة كإشكالية مركزية في الفكر العربي الحديث، وعلاقتها بالهوية والتحديث.

#### 2. اللغة كدراما حضارية
مناقشة كيف تحولت اللغة العربية إلى ساحة صراع بين القديم والجديد، بين الفصحى واللهجات، وبين الأصالة والمعاصرة.

### 3. التعليم والازدواج اللغوي
معالجة أثر النظام التعليمي في تعميق أو تقليص الفجوة اللغوية داخل المجتمعات العربية.

### 4. الترجمة والتحديث
استكشاف دور الترجمة في إدخال مفاهيم حديثة، وإشكالية استيعاب المصطلحات الأجنبية داخل البنية اللغوية العربية.

### 5. الهوية والانتماء عبر اللغة
بحث في علاقة اللغة بالهوية القومية والثقافية، وكيف تؤثر التحولات اللغوية في تصور الفرد لذاته ومحيطه.

### 6. اللغة بين الفكر والممارسة
تحليل الفارق بين التنظير للغة في الكتابات الفكرية وتطبيقاتها الفعلية في الواقع اليومي والإعلامي. الازدواجية اللغوية
في الفقرة الأولى (الازدواجية اللغوية اختصاص عربي) يبين الكاتب مدى حضور مكون الازدواجية اللغوية (باليونانية: διγλωσσία; دجلوسّيا) في العربية مقارنة باللغات الأخرى، ليستعرض في الفقرة الثانية تأثيراتها عى المستوى النفسي وعلى نجاعة التعليم والتعلم والإنتاج الأدبي وعلى مستوى الحس الوطني.
ويرى العروي أن هذه الازدواجية ليست مجرد مشكلة لغوية، بل هي انعكاس لتخلف ثقافي واجتماعي. كما يرى أن محاولة فرض لغة واحدة (العربية الفصحى) قد تؤدي إلى نتائج عكسية، وأن التعامل مع الازدواجية اللغوية يجب أن يتم من خلال وعي بتاريخية اللغات وواقعها الاجتماعي، مع السعي لتطوير اللغة العربية وتبسيطها دون إغفال التنوع اللغوي

## عبد الله العروي  والازدواجية اللغوية
يعتبر عبد الله العروي أن الازدواجية اللغوية في العالم العربي ليست مجرد مسألة لغوية، بل تعكس أزمة أعمق ترتبط بالتخلف الثقافي والاجتماعي. ويرى أن التعدد اللغوي في حد ذاته ليس مشكلة، بل يمكن أن يكون مصدر غنى ثقافي، إلا أن الإشكال يكمن في كيفية إدارة هذا التعدد ضمن الواقع الاجتماعي والتعليمي. 
كما ينتقد العروي السياسات التي تفرض استعمال العربية الفصحى بشكل صارم في التعليم، معتبراً ذلك تجاهلا للواقع اللغوي والتاريخي للمجتمع. ويدعو في المقابل إلى تحديث اللغة العربية من خلال تبسيط قواعدها النحوية والإملائية، مع الحفاظ على أصالتها وهويتها الثقافية.

## الوعي بتاريخية اللغات
يدعو العروي إلى الوعي بتاريخية اللغات وواقعها الاجتماعي، والتعامل مع الازدواجية اللغوية من خلال هذا الوعي. 

## الازدواجية اللغوية كفرصة للإبداع
يرى  العروي أن الازدواجية اللغوية قد تكون فرصة للإبداع اللغوي والأدبي، من خلال التفاعل بين اللغات المختلفة

## الجدل حول الدارجة
فصل يقارن وينتقد الآراء المؤيدة والرافضة لاعتماد الدارجة المغربية كلغة وطنية للمغرب، ويقترح فيه الكاتب حلا للمسألة اللغوية متمثلا في اعتماد اللهجة المغربية لغة وطنية بتدوين لاتيني.

## وصلات داخلية
- لسانيات اجتماعية
- ازدواجية لغوية
- ثنائية لغوية
- لغة عربية
- لغة أمازيغية
- عامية
- لغة عربية فصحى
- لهجة مغربية